# Werner (voornaam)
Werner is een Germaanse voornaam, die ook als achternaam in gebruik is.
De naam bestaat uit 2 delen, het tweede deel is het woord heer 'voornaam manspersoon', over het eerste deel zijn meerdere theorieën, maar waarschijnlijk is het óf waron 'in acht nemen, beschermen' (vergelijk bewaren) óf warnon 'voorzichtig zijn, zich hoeden'.

## Personen met de voornaam Werner
- Werner Arber (1929), Zwitsers microbioloog en geneticus, Nobelprijswinnaar
- Werner Bergengruen (1892-1964), Duits katholiek schrijver
- Werner Berges (1941), Duits graficus en kunstschilder
- Werner Bircher (1928), Zwitsers politicus
- Werner Bischof (1916 - 1954), Zwitserse fotograaf
- Werner von Blomberg (1878-1946), Duits veldmaarschalk
- Werner von Bolton (1868-1912), Duits scheikundige
- Werner Buchwalder (1914-1987), Zwitsers wielrenner
- Werner Buck (1925-2010), Nederlands politicus
- Werner Daem (1954), Brussels politicus
- Werner De Smedt (1970), Vlaams acteur
- Werner Deraeve (1950), Belgische voetballer
- Werner Dobrick (1931-2010), Duits voetballer
- Werner Dollinger (1918-2008), Duits politicus
- Werner Egk (1901-1983), Duits componist en dirigent
- Werner Falk (1929), Joods-Israëlisch-Amerikaanse socioloog
- Werner Faymann (1960), Oostenrijks politicus
- Werner Fenchel (1905-1988), Duits-Deens wiskundige
- Werner Forssmann (1904-1979), Duits arts en Nobelprijswinnaar
- Werner Franke (1940), Duits bioloog
- Werner von Fritsch (1880-1939), Duits artillerieofficier
- Werner Wolf Glaser (1910-2006), Zweeds componist, kunsthistoricus, psycholoog en dirigent
- Werner Göring (1924), Amerikaans bommenwerperpiloot
- Werner Graeff (1901-1978), Duits beeldhouwer, schilder, graficus en fotograaf
- Werner Greuter (1938), Zwitsers botanicus
- Werner von Haeften (1908-1944), Duits jurist en Wehrmacht-officier
- Werner Heel (1982), Italiaans alpineskiër
- Werner Heider (1930), componist , pianist en dirigent
- Werner Heisenberg (1901-1976), Duits natuurkundige
- Werner Helmichius (1550-1608), Nederlands predikant
- Werner Henke (1909-1944), Duits U-bootkapitein
- Werner Herbers (1940), Nederlands hoboïst en dirigent
- Werner Herzog (1942), Duits filmregisseur, -producer, -schrijver en acteur
- Werner Jacob, Nederlands politicus
- Werner Janssen (1899-1990), Amerikaans componist
- Werner Janssen (1944), Nederlands-Duits filosoof, germanist en dichter
- Werner Janssen (1969), Vlaams politicus
- Werner Kohlmeyer (1924-1974), Duits voetballer
- Werner Konings, Belgisch bokser
- Werner Kooistra (1968), Nederlands voetballer
- Werner Krämer (1940-2010), Duits voetballer
- Werner Krusche (1917-2009), Duits theoloog en bisschop
- Werner de Lamberts-Cortenbach (1775-1849), Belgisch politicus
- Werner Leysen (1973-2022), Vlaams balletdanser, choreograaf en danspedagoog
- Werner Lihsa (1943), Oost-Duits voetballer
- Werner Lott (1907-1997), Duits U-bootkapitein
- Werner Lotze (1952), Duits terrorist
- Werner Löwenhardt (1919-2006), Nederlands grafisch ontwerper
- Werner Lucas (1916-1944), Duits gevechtspiloot
- Werner Luginbühl (1958), Zwitsers politicus
- Werner Mantz (1901-1983) Duits fotograaf
- Werner Martignoni (1927), Zwitsers politicus
- Werner Marx (1910-1994), Duits filosoof
- Werner von Melle (1853-1937), Duits politicus en burgemeester
- Werner de Merode (1797-1840), Belgisch volksvertegenwoordiger en burgemeester
- Werner Mölders (1913-1941), Duits gevechtspiloot
- Werner Morscher (1919-2007), Oostenrijks componist, contrabasgitarist en muziekuitgever
- Werner Munter (1941) Zwitsers berggids
- Werner van Oberwesel (1271-1287), Duits heilige
- Werner Ostendorff (1903-1945), Duits generaal
- Werner Peter (1950), Duits voetballer
- Werner Peters (1918-1971), Duits filmacteur
- Werner Pirchner (1940-2001), Oostenrijks componist, jazzmusicus en vibrafonist
- Werner Pokorny (1949), Duits beeldhouwer
- Werner Quintens (1937-2005), Vlaams rooms-katholiek geestelijke
- Werner Rauh (1913-2000), Duits botanicus
- Werner Rolevinck (1425-1502), Kartuizer monnik en historicus, schreef de kroniek Fasciculus temporum
- Werner Schaaphok (1941), Duits-Nederlands voetballer
- Werner Schildhauer (1959), Duits atleet
- Werner Schlager (1972), Oostenrijks tafeltennisser
- Werner Schmidt (1930-2010), Duits kunsthistoricus en museumdirecteur
- Werner Schnitzer (1942), Duitse acteur
- Werner Schwab (1958-1994), Oostenrijks toneelschrijver
- Werner Schwier (1907), Duits oorlogsmisdadiger
- Werner Schwier (1921-1982), Duits acteur en presentator
- Werner Sellhorn (1930-2009), Duits musicoloog
- Werner von Siemens (1816-1892), Duits uitvinder en industrieel
- Werner van Steußlingen (-1151), Duits bisschop
- Werner Stötzer (1931-2010), Duits beeldhouwer en tekenaar
- Werner Taler (1935), pseudoniem van Jan van Nerijnen, Nederlands componist, muziekpedagoog, pianist, trompettist en dirigent
- Werner Tautorus (1905-1964), pseudoniem van Kurt Diebner, Duits natuurkundige
- Werner Thissen (1938), Duits aartsbisschop
- Werner von Trapp (1915-2007), Oostenrijks-Amerikaans zanger
- Werner Ungerer (1927), Duits diplomaat
- Werner Van Cleemput (1930-2006), Belgisch componist
- Werner Van Sevenant, een personage uit de Vlaamse soap Thuis
- Werner Vogels (1958), vicepresident van Amazon.com
- Werner Voss (1897-1917), Duits gevechtspiloot
- Werner van Walbeck (-1014), markgraaf van Brandenburg
- Werner Wüller (1961), Duits wielrenner
- Werner Zeussel (1941-2009), Duits acteur en toneelschrijver